# Sternohammus femoraloides
Sternohammus femoraloides är en skalbaggsart som beskrevs av Stefan von Breuning 1980. Sternohammus femoraloides ingår i släktet Sternohammus och familjen långhorningar.
Artens utbredningsområde är Filippinerna. Inga underarter finns listade i Catalogue of Life.